# Hanis
Hanis of Coos is een waarschijnlijk uitgestorven indiaanse taal van de familie van de Coostalen, gesproken door de Coos in het gebied van de rivier de Coos en de Coos Bay langs de zuidkust van de Amerikaanse staat Oregon. De dood van Martha Johnson in 1972 wordt vaak gezien als het moment waarop Hanis uitstierf, hoewel sommigen de mogelijkheid openhouden dat er nog sprekers in leven zijn.
Hanis vormde samen met Miluk de familie van de Coostalen. De Amerikaanse antropoloog Melville Jacobs vergeleek de verwantschap tussen beide talen met die tussen Nederlands en Duits.